# Burkina Faso ai Giochi della XXXII Olimpiade
Il Burkina Faso ha partecipato ai Giochi della XXXII Olimpiade, che si sono svolti a Tokyo, Giappone, dal 23 luglio al 8 agosto 2021 (inizialmente previsti dal 24 luglio al 9 agosto 2020 ma posticipati per la pandemia di COVID-19) con 7 atleti in 5 discipline.
È in questa occasione che vince la sua prima medaglia olimpica con il bronzo dell'atleta Hugues Fabrice Zango nel salto triplo maschile.

## Medaglie

### Medagliere per disciplina
| Sport            | Oro | Argento | Bronzo | Totale |
| ---------------- | --- | ------- | ------ | ------ |
| Atletica leggera | 0   | 0       | 1      | 1      |
| Totale           | 0   | 0       | 1      | 1      |

### Medaglie di bronzo
| Medaglia | Nome                 | Sport            | Evento                |
| -------- | -------------------- | ---------------- | --------------------- |
| Bronzo   | Hugues Fabrice Zango | Atletica leggera | Salto triplo maschile |

## Delegazione
| Sport            | Uomini | Donne | Totale |
| ---------------- | ------ | ----- | ------ |
| Atletica leggera | 1      | 1     | 2      |
| Ciclismo         | 1      | -     | 1      |
| Judo             | 1      | -     | 1      |
| Nuoto            | 1      | 1     | 2      |
| Taekwondo        | 1      | -     | 1      |
| Totale           | 5      | 2     | 7      |

## Risultati

### Atletica leggera
| Q | Qualificato al turno successivo per la posizione in qualificazione                                                           |
| q | Qualificato per il turno successivo per ripescaggio o, negli eventi su campo, conquistando la misura minima per qualificarsi |

Maschile
Eventi su campo
| Atleta               | Evento       | Qualifica | Qualifica | Finale  | Finale    |
| Atleta               | Evento       | Misura    | Posizione | Misura  | Posizione |
| -------------------- | ------------ | --------- | --------- | ------- | --------- |
| Hugues Fabrice Zango | Salto triplo | 16,83 m   | 12º q     | 17,47 m |           |

Femminile
Eventi multipli
| Atleta       | Evento    | 100 ost.   | Alto     | Peso      | 200 m | Lungo | Giav. | 800 m | Punteggio totale | Pos. |
| ------------ | --------- | ---------- | -------- | --------- | ----- | ----- | ----- | ----- | ---------------- | ---- |
| Marthe Koala | Eptathlon | 13"07 1114 | 1,74 903 | 12,94 697 | DNF   | DNF   | DNF   | DNF   | DNF              | DNF  |

### Ciclismo

#### Ciclismo su strada
| Atleta       | Evento                  | Tempo | Posizione |
| ------------ | ----------------------- | ----- | --------- |
| Paul Daumont | Corsa in linea maschile | DNF   | DNF       |

### Judo
| Atleta       | Evento         | 16-esimi             | Ottavi               | Quarti               | Semifinali           | Ripescaggio          | Med. bronzo          | Finale               | Posizione       |
| Atleta       | Evento         | Avversario Risultato | Avversario Risultato | Avversario Risultato | Avversario Risultato | Avversario Risultato | Avversario Risultato | Avversario Risultato | Posizione       |
| ------------ | -------------- | -------------------- | -------------------- | -------------------- | -------------------- | -------------------- | -------------------- | -------------------- | --------------- |
| Lucas Diallo | 73 kg maschile | Bessi P (000-100)    | Non qualificato      | Non qualificato      | Non qualificato      | Non qualificato      | Non qualificato      | Non qualificato      | Non qualificato |

### Nuoto
| Atleta             | Evento                      | Batterie | Batterie  | Semifinali      | Semifinali      | Finale          | Finale          |
| Atleta             | Evento                      | Tempo    | Posizione | Tempo           | Posizione       | Tempo           | Posizione       |
| ------------------ | --------------------------- | -------- | --------- | --------------- | --------------- | --------------- | --------------- |
| Adama Ouedraogo    | 50 m stile libero maschili  | 25"22    | 54º       | non qualificato | non qualificato | non qualificato | non qualificato |
| Angelika Ouedraogo | 50 m stile libero femminili | 28"38    | 58ª       | non qualificata | non qualificata | non qualificata | non qualificata |

### Taekwondo
| Atleta          | Evento         | Ottavi               | Quarti               | Semifinali           | Ripescaggio          | Finale / FB          | Pos.            |
| Atleta          | Evento         | Avversario Punteggio | Avversario Punteggio | Avversario Punteggio | Avversario Punteggio | Avversario Punteggio | Pos.            |
| --------------- | -------------- | -------------------- | -------------------- | -------------------- | -------------------- | -------------------- | --------------- |
| Faysal Sawadogo | 80 kg maschile | Chramcov P 6-13      | Non qualificato      | Non qualificato      | Kanaet P 10-30       | Non qualificato      | Non qualificato |